# 凯德 (萨达拉县)
凯德（Khed），是印度马哈拉施特拉邦萨达拉县的一个城镇。总人口6897（2001年）。

## 人口
该地2001年总人口6897人，其中男性3560人，女性3337人；0—6岁人口951人，其中男529人，女422人；识字率65.65%，其中男性为71.26%，女性为59.66%。